# ويليام كولن ماكنزي
ويليام كولن ماكنزي (بالإنجليزية: William Colin Mackenzie)‏ هو مدير متحف ‏ وطبيب أسترالي، ولد في 9 مارس 1877، وتوفي في 29 يونيو 1938.